# كريستوفر تورنر
كريستوفر تورنر (بالإنجليزية: Christopher Turner)‏ هو لاعب كرة قدم بريطاني، ولد في 3 يناير 1987 في Ballymoney ‏ في المملكة المتحدة. لعب مع نادي دمبرتون.

## روابط خارجية
- كريستوفر تورنر على موقع قاعدة بيانات كرة القدم.إي يو (الإنجليزية)
- كريستوفر تورنر على موقع Soccerbase.com (لاعب) (الإنجليزية)
- كريستوفر تورنر على موقع Soccerway.com (الإنجليزية)